# 메이 안데르센
메이 안데르센(May Andersen, 1982년 6월 16일 ~ )는 덴마크의 모델이다.